# Rouge (álbum)
Rouge es el álbum debut del grupo pop brasileño Rouge, lanzado el 19 de agosto de 2002 por Columbia Records en asociación con RGB. Grabado durante el programa Popstars y con producción musical de Rick Bonadio. El álbum fue un éxito rotundo en las listas de los álbumes más vendidos de Brasil, la  Pro-Música Brasil certificó el álbum con tres discos de platino.  Para promocionar el disco, el grupo se embarcó en el Rouge Tour, además de grabar el DVD "O Sonho de Ser Uma Popstar" y participar en varios programas de televisión.

## Lista de canciones
1. "Popstar" - 3:42
2. "Não Da Pra Resistir" - 2:57
3. "Ragatanga" - 3:22
4. "Beijo Molhado" - 3:30
5. "Hoje Eu Sei" - 4:13
6. "Sou o que Sou" - 3:27
7. "1000 Segredos" - 3:26
8. "O Que o Amor Me Faz" - 3:37
9. "Depois que Tudo Mudou" - 3:25
10. "Deve Ser Amor" - 3:51
11. "Quero Estar com Você" - 3:05
12. "Olha Só" - 4:01
13. "Te Deixo Tocar" - 3:51
14. "Nunca Deixe de Sonhar" - 3:51